# Paraleptophlebia curvata
Paraleptophlebia curvata is een haft uit de familie Leptophlebiidae. De wetenschappelijke naam van de soort is voor het eerst geldig gepubliceerd in 1927 door Ulmer.
De soort komt voor in het Palearctisch gebied.